# Antonius Josephus Wilhelmus Matheus Moons
Antonius Josephus Wilhelmus Matheus Moons (Maarheeze, 21 maart 1890 – Helmond, 12 januari 1959) was een Nederlands politicus. 
Hij werd geboren als zoon van Carolus Nicolaus Josephus Moons (1851-1924) en Francisca Lookermans (1852-1928). Zijn vader was van 1906 tot 1924 burgemeester van Maarheeze. Zelf werkte hij bij de gemeentesecretarie van Eindhoven waar hij het bracht tot hoofdcommies. In 1913 werd Moons de gemeentesecretaris van Gemert. Vijf jaar later volgde zijn benoeming tot burgemeester van Raamsdonk en in 1937 werd hij benoemd tot burgemeester van Helmond. In 1943 kreeg Helmond een NSB'er als burgemeester maar na de bevrijding in 1944 keerde Moons terug in zijn oude functie. Hij ging in 1955 met pensioen en verhuisde naar Nijmegen. In 1959 overleed hij op 68-jarige leeftijd in het Sint-Lambertusziekenhuis te Helmond. 